# Єлизаветівка (Знам'янський район)
Єлизаветівка — колишній населений пункт в Кіровоградській області; Знам'янський район.

## Стислі відомості
Село входило до складу Мошоринської сільської ради. В 1930-х роках — у складі Новопразького району Дніпропетровської області.
В часі Голодомору 1932—1933 років нелюдською смертю померло не менше 2 людей.
Приєднане до села Васине.
Дата зникнення станом на листопад 2022 року невідома.